# أركتوسا سيمليس
أركتوسا سيمليس (الاسم العلمي: Arctosa similis) هو نوعٌ من العناكب الذئبية في جنس Arctosa المُستوطن في جزر الكناري، المغرب، البرتغال إلى كرواتيا.